# Cisneros (Spanyolország)
Cisneros egy község Spanyolországban, Palencia tartományban. Cisneros Pozo de Urama, San Román de la Cuba, Valle del Retortillo, Mazuecos de Valdeginate, Guaza de Campos, Boadilla de Rioseco, Villacidaler és Villada községekkel határos. Lakosainak száma 430 fő (2024).

## Népesség
A település népessége az elmúlt években az alábbi módon változott:
| Lakosok száma | 586  | 551  | 520  | 502  | 498  | 481  | 445  | 435  | 413  | 430  |
|               | 2001 | 2004 | 2007 | 2009 | 2012 | 2014 | 2017 | 2019 | 2022 | 2024 |